# Michael Quisinsky
Michael Quisinsky (* 1976 in Radolfzell am Bodensee) ist ein deutscher römisch-katholischer Theologe.

## Leben
Nach dem Zivildienst (1996–1997) in Singen (Hohentwiel) studierte Michael Quisinsky von 1997 bis 2003 katholische Theologie (Diplom, Staatsexamen) und Romanistik (Staatsexamen) in Freiburg im Breisgau, Tübingen und Paris. Nach der Promotion 2006 zum Dr. theol. in Dogmatik an der Albert-Ludwigs-Universität, dem Referendariat (2006–2008) in Baden-Baden und Karlsruhe und dem Zweiten Staatsexamen für das Lehramt an Gymnasien habilitierte er sich 2014 im Fach Fundamentaltheologie an der Université de Fribourg.
Seit 2018 ist Quisinsky Professor für Systematische Theologie an der KH Freiburg.

## Schriften (Auswahl)
- Geschichtlicher Glaube in einer geschichtlichen Welt. Der Beitrag von M.-D. Chenu, Y. Congar und H.-M. Féret zum II. Vaticanum. Münster 2007 (Dissertation).
- Katholizität der Inkarnation – Catholicité de l’Incarnation. Christliches Leben und Denken zwischen Universalität und Konkretion „nach“ dem II. Vaticanum. Vie et pensée chrétiennes entre universalité et concrétion (d‘)après Vatican II. Münster 2016 (Habilitationsschrift)
- mit Bernd Hillebrand: Dogma und Pastoral – neu vernetzt. Aufbruch zu einer Angewandten Theologie, Ostfildern 2021.
- Marie-Dominique Chenu. Weg – Werk – Wirkung. Freiburg 2021.
- mit Bernd Hillebrand: Kirche und Welt – neu entgrenzt. Auf dem Weg mit einer Angewandten Ekklesiologie. Ostfildern 2022.